# 1871 in Italia

## Avvenimenti

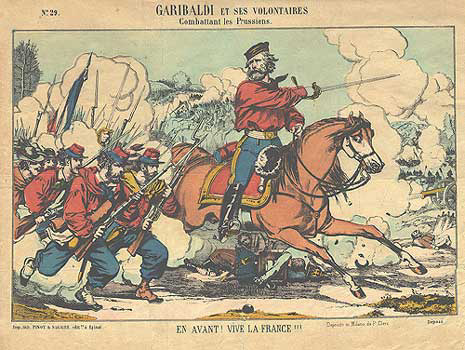
gennaio: spedizione di Digione

- 21-23 gennaio: spedizione di Garibaldi a Digione[1].

- 21 gennaio: Il Senato del Regno approva il trasferimento della capitale d'Italia a Roma.

- 3 febbraio: firmata la legge che delibera da quel giorno il trasferimento della capitale del Regno d'Italia da Firenze a Roma[2].

- 4 marzo: fondazione in Valtellina della Banca Popolare di Sondrio.

- 21 marzo: la Camera dei deputati approva la legge delle Guarentigie, che regola i rapporti tra il nuovo Stato unitario e la Chiesa Romana (resteranno in vigore per 58 anni, fino alla Conciliazione).

- 13 maggio: la legge delle Guarentigie entra in vigore[3].

- 15 maggio: con l'enciclica Ubi nos, Pio IX rifiuta la legge delle Guarentigie e si dichiara prigioniero politico[4]. Lancia una grave scomunica contro i saccheggiatori della Santa Sede e rifiuta ogni contatto con lo Stato italiano, che non riconosce[5].

- 30 giugno: Roma è proclamata capitale del regno d'Italia[5].
- 2 luglio: Vittorio Emanuele II entra trionfalmente a Roma[6].

- 17 settembre: è inaugurato il Traforo ferroviario del Frejus che collega Italia e Francia[7].

- 5 ottobre: è fondata a Roma la Società degli Spettroscopisti Italiani.

- 28 dicembre: L'inventore italiano Antonio Meucci deposita presso l'ufficio brevetti degli Stati Uniti una domanda di brevetto rinnovabile annualmente per il teletrofono, un telefono elettrico. Malato, non rinnova l'opzione del brevetto nel 1874[8].

- 31 dicembre: si svolge il secondo censimento del Regno d'Italia. In Italia ca. il 70% degli adulti è analfabeta[9]

- 6710 km di ferrovia[10].

- nasce la rete tranviaria di Torino, con dei tram a cavalli[11].

## Letteratura
- giugno: Carducci scrive Pianto antico, poesia  dedicata al figlio Dante
- vengono pubblicati:
  - Storia di una capinera romanzo di Giovanni Verga.
  - il primo volume della Biblioteca delle tradizioni popolari siciliane di Giuseppe Pitrè; l'ultimo dei  venticinque volumi uscirà nel 1913.
  - il Vocabolario friulano di Jacopo Pirona, precedentemente pubblicato a fascicolo, è ora pubblicato in volume unico a Venezia.